# 바보회
바보회는 노동운동가인 전태일이 1968년에 만든 노동운동단체이다. 바보회라는 이름은 노동자들이 바보처럼 자본가들에게 착취당하는 모습에 대한 항의가 담겨 있다.

## 설립배경
전태일은 1960년대 후반에 아버지와 노동환경에 관한 얘길 하다가 우연히 근로기준법이라는 단어를 알게 되었다. 근로기준법을 알게 된 전태일은 근로기준법을 준수하며 타당한 임금을 받기 위해 김영문에게 재단사 모임을 만들어 근로조건을 개선해보자고 제의했다.
그 후 10명 안팎의 재단사들이 매주 한 번씩 평화시장 부근 다방에서 모이게 되었다. 이로써 1969년 6월 10명 안팎의 재단사들이 모여 ‘바보회’라는 이름을 갖게 됐다.

## 활동내용
1968년 설립된 바보회는 평화시장 근로조건 개선을 목표로 활동하였다. 1969년 8~9월경에는 평화시장에서 근로하는 노동자들의 근로실태 조사를 위한 설문지를 배부하였다.  설문지를 바탕으로 열악한 근로조건을 전태일이 대표로 보고 했지만 시청과 노동청 측에서 적절한 조치를 취해주지 않았다. 하지만 전태일은 포기하지 않고  1970년 9월 16일 바보회의 이름을 삼동 친목회로 바꾸어 활동했다. 삼동 친목회는 평화시장 주변 노동자들에게 근로기준법의 조항이 마땅히 누려야 할 권리라는 것을 설명했다. 그리고 노동자들이 받는 불합리한 대우를 고발하기 위하여 서울시청, 노동청, 방송국, 신문사를 찾아다녔다.
또한 1969년에 돌린 설문조사의 회수율이 저조하여 노동실태를 다시 조사했는데 이때 126명의 응답이 회수되었고 이를 바탕으로 평화시장 피복제품상 종업원 근로 개선 진정서를 만들었다. 이에 90명 정도의 노동자들이 서명했으며 이를 토대로 1970년 10월7일 경향신문 등이 노동자들의 근로조건 실태를 보도했다. 노동청 관리들은 노동조건 개선을 약속했지만 관리들은 약속을 제대로 이행하지 않았고 이에 분노한 삼동친목회 회원들은 10월 20일날 노동운동을 모의 했다. 하지만 정보가 노동청 관리에게 들어가면서 전태일은 기한연기를 선택했고 10월24일 1시에 시위를 했는데 경찰에 의해 무산되고 11월 13일에도 시위를 벌였으나 무산위기에 놓이자 전태일은 분신자살을 선택했다.

## 삼동친목회
삼동친목회에서 삼동이란 평화시장, 동화시장, 통일상가(시장)을지칭한다.
전태일이 ‘바보회’ 활동을 하다 직장을 잃은 뒤 다시 한번 노동자들의 어려움을 개선해보기 위해 만든 것으로 삼동의 노동자들이 같이 모여서 단결을 하자고 만든 모임이다. 삼동친목회가 제일 먼저 하고자 했던 일은 전태일과 동료들이 겪어야 했던 노동현실을 세상에 알리는 거였다. 하지만, 시청이나 노동청은 노동자들의 이야기에 귀를 기울여 주지 않았으므로 경향신문 기자를 만나 설득하여 이를 기사로 냈다.
이에 노동청이 협상을 해주겠다고 했지만, 계속해서 약속을 지키지 않는 등 나아지는 것이 없자 결국 시위를 계획하지만 결국 시위마저 경찰에 방해로 실패로 돌아가자 전태일이 온몸으로 노동현실을 개선하기 위해 선택했던 전태일 분신 자살 사건 이 발생한 것이다.

## 사회에 미친 영향

### 1970년대 이후
바보회는 노동조합과 노동운동을 활발히 일으킨 시발점 역할을 하였는데 평화시장엔 청계피복노동조합이 결성되었고, 군사독재체제였던 1970년엔 조선호텔 노동자 이상찬의 분신 기도가 있었다. 1971년엔 신진자동차에서 직원과 그 가족 등 총 1900여명의 파업투쟁이 있었다. 그리고 학생들의 시위도 있었는데 여러 서울시내 대학교 학생운동가들이 나와 집회를 벌이기도 했다. 놀랍게도 1971년의 노동자의 투쟁 건은 1600여건에 이르렀는데, 전년도에 비해 10배가 넘는 수치가 나왔다고 한다. 노동 투쟁에 대해 정부는 지식인, 종교인 등을 무차별적으로 체포하고 감금하였다.

### 현재
전태일 재단은 2012년 2월 12일에 바보회를 재결성 하겠다고 밝혔는데 재결성의 계기는 비정규직 노동자, 이주노동자, 장애노동자, 청년 등이 겪고 있는 노동소외의 문제를 해결하기 위함이다. 새롭게 탄생하는 바보회는 24일 전태일 제단 총회를 중심으로 노동절인 5월 1일 전후에 출범하겠다고 한다. 이처럼 아직도 바보회는 노동자나 청년들의 근로에 영향을 미치기 위해 노력하고 있다.

## 노동자들이 겪은 어려움

### 바보회가 활동했던 당시
평화시장노동자들은 채광이 안되는 작업장, 약 135~40cm인 낮은 형광등, 소음, 먼지 자욱한 헝겊 더미 속에서 일했다. 대부분의 노동자들은 아침 8시에 출근해서 밤 11시에 퇴근했다.
평소에는 일요일에도 격주로 쉬지만, 이따금씩 의류업의 대목이 끼면 열흘씩 20일씩 집에 들어가지 못했다. 전태일의 일기 중 1967년 3월 17일자 내용에서는 ‘정말 하루하루가 못 견디게 괴로움의 연속이다. 아침 8시부터 저녁 11시까지 하루 15시간을 칼질과 다리미질을 하며 지내야 하는 괴로움. 허리가 결리고 손바닥이 부르터 피가 나고 손목과 다리가 조금도 쉬지 않고 아프니 정말 죽고 싶다.’라고 글을 작성했다.
평화시장에서 5-6년씩 일한 스물 서넛의 꽃 같은 나이인 미싱사들은 얼굴에 핏기가 없고 안질, 신경통, 기관지염, 폐병, 소화불량, 신경성 위장병, 월경불순 등 갖가지 질병에 시달렸다. 이는 당시 노동자들의 노동 현실이 무척 힘들었다고 말해주는 증거가 된다.

### 현재
현재에는 근로기준법이 1960-70년대보다 준수되고 있지만 여전히 해결되지 못한 문제가 있다.
그 문제 중 비정규직 노동자들이 그 대표적인 예이다. 비정규직은 정규직에 속하지 않으며, 계약직, 일용직, 파견근로직 등의 고용형태를 뜻한다.
정규직에 비해서 열악한 대우 그리고 계약기간이 만료되면 더 이상 일할 수 없는 고용환경이 현재의 노동자들의 어려움을 보여준다.
예로는, 삼성전자 기흥 반도체 공장 여성 노동자 ‘황유미’씨가 급성 백혈병으로 사망한 뒤 반올림에서 문제가 제기 된 적이 있다. ‘황유미’씨는 비정규직으로 활동하고 있었는데 반도체 회사에서 일하던 도중 급성백혈병에 걸려 사망했다. 그의 부친은 같은 해 6월 근로복지공단에 산업재해 유족급여를 신청했으나, 근로복지공단 측은 산업재해로 인정하지 않았고 급여지급도 거절했다. 이를 계기로 그해 11월 「삼성반도체 집단 백혈병 진상규명과 노동기본권 확보를 위한 대책위원회」인 반올림,이 발족되면서 삼성전자 백혈병 문제가 수면 위로 붉어졌다.
- 평화시장 재단사

## 현재 바보회와 비슷한 노동조직
바보회는 노동자들의 근로조건 개선을 위해 일한 조직이다. 비슷한 조직으로는
- 대한간호조무사협회

대한간호조무사협회는 간호조무사들의 권익을 지켜주기 위해 1973년 7월 28일 설립되었다. 3월 21일에 간호조무사의 근로조건 개선을 위한 토론회까지 연 활동이력이 있다.

- 전국민주노동조합 총연맹(민주노총) : 민주노총은 1995년에 군부독재정권의 억압에도 노동자들의 단결된 힘으로써 조직된 민주노동조합총연맹이다. 2018년 1월 기준으로 노동조합 수 2,032, 조합원 수 796,8, 가맹연맹수 7416 지역본부및 지구협수가 16/41, 조합원수는▲52,194이다. [http://nodong.org/about_kctu|누리집].

- 한국노동조합총연맹

한국노동조합총연맹은 1961년 8월 30일에 산하 16개 산별노조와 1개 연합노조로 결성 된 단체로 전국 단위로 활동하는 노동조합의 대표로 현재에는 한국 노총 산하에 54개의 지역본부를 두고 있다.
- 전국철도 노동조합

1945년 11월 1일 설립된 노동조합으로 철도 노동자들의 기본권을 지키고 노동자들의 받는 차별을 철폐하기 위해 설립된 노조로 지방본부 5개와 지부 130개로 이루어져 있다. 민주노동조합총연맹 전국공공운수노동조합에 가입되어 있다.

## 당시의 근로기준법
한국의 근로기준법은 1953년 5월 10일에 제정되었다. 근로기준법이 제정된 당시는 한국전쟁이 진행 중이던 상황으로 북한은 노동자들을 위한 국가라며 대대적인 선전을 하고 있었는데 남한은 북한으로 노동자들이 빠져나가는 것을 막기 위한 대책으로 노동법을 제정했다.
당시의 근로기준법은 근로시간, 유급휴가, 18세미만자와 여성의 근로조건에 대한 법률이 존재했다. 하지만 이는 지켜지지 않았다. 어느 정도 기본적인 체계는 갖춰져 있었다고 할 수 있지만, 경제가 어려웠던 당시의 상황에서 근로기준법에 나와 있는 대로 노동자들의 권리를 위해 이상적인 근로조건을 보장하는 것은 매우 어려운 일이었기에 정작 지켜지지는 않았다. 근로자들은 매일 하루에 절반 이상의 시간을 근로에 종사해야만 했고 쉬는 날은 거의 없었다. 근로기준법에 따르면 건강진단도 정기적으로 받았어야 했지만 제대로 받는 일은 매우 드물었다. 18세 미만의 근로자들과 여성 근로자들은 더 심각했다. 근로기준법에 따르면 하루에 7시간 이상의 근무는 불법이었으나 매일 그 두 배인 14시간 이상을 근로에 종사해야만 했다.
- 전태일이 쓴 일기와 남긴 글들
- 전태일이 쓴 일기와 남긴 글들

## 매체 속의 바보회

### 종이매체
- 전태일 평전

전태일의 생애를 다룬 책으로서 3부 141p~177p에서 바보회를 만들어 평화시장의 노동조건 실태를 조사한 내용을 다루는 등 활동내용이 잘 나와있다.
- 태일이

최호철 작가가 전태일의 삶을 그린 장편만화로 전태일 평전과 전태일 수기 모음집인 내 죽음을 헛되이 말라를 토대로 한다. 이 만화에서는 ‘바보회’가 노동자들의 현실을 개선하기 위해 삼았던 목표와 하고자 했던 일들을 알기 쉽게 설명해준다.

### 영상매체
- 아름다운 청년 전태일

전태일 기념사업회와 대우시네마가 공동제작한 것으로써, 전태일 평전을 원작으로 한다. 주인공인 제 3자가 전태일의 일기장을 읽고 난 후 제 3자의 상황과 전태일의 삶을 교차 시키며 전태일의 생에 대해 알려준다.
-약 35분 55초에 전태일이 근로기준법에 관한 내용을 동료들에게 알려주는 장면
“근로기준법은 근로기준의 조건을 정하므로 근로자의 기본적 생활을 보장, 향상 시킴을 목적으로 한다.”
-약 36분 29초에서 전태일이 동료들과 바닷가에서 바보회가 처음 만드는 장면
-약 38분 40초에서 전태일이 바보회 회장으로서 노동청에 찾아가 근로자의 부당한 현실을 알리지만, 노동청의 근무자는 근로자의 편을 들어주지 않고 전태일은 다니던 공장에서 해고 당하는 장면

## 해체
바보회는 설립한지 오래 되지 않은 시점에 해체하게 되었는데 그 이유는 먼저 재정적으로 어려운동시에 바보회의 회장인 전태일의 노동운동을 평화시장주들이 아는 바람에 회원들의 일자리도 없어지게 되고 모임도 제대로 이루어지지 않으면서 결국 바보회는 해체에 이르게 되었다. 바보회 해체 후 1970년도에 전태일은 삼동친목회를 결성하는데 삼동친목회는 전태일의 분신자살 후 자연스럽게 해체되었다.

## 의의와 한계

### 의의
전태일의 어머니인 이소선은 자신이 못다 이룬 일을 어머니가 꼭 이루어 달라는 아들의 유언에 따라 노동운동에 뛰어들었고 정부의 갖은 협박과 방해에도 불구하고 결국 전국연합노조 청계피복지부를 평화시장에 결성시킬 수 있었고 이소선은 2011년 사망하시기 전까지 노동운동에 크게 헌신하시며 노동자들의 어머니로 활동하셨다.
또한 이러한 활동들은 1970년대의 민주노조운동의 발전에 상당히 큰 영향을 주었으며 당시 정부의 산업화과정에서 희생당하던 노동자들의 삶이 사회문제로 부각되는 계기가 되었다. 이후 한국의 노동운동과 민주화운동, 학생운동에 있어서 지대한 영향을 끼쳤다.

### 한계
당시의 사회현실이 근로기준법을 비롯한 노동법이 경제 상황과 맞지 않았다. 또한 독재정치로 인해 노동운동을 방해받아 그들의 요구가 오랫동안 받아들여지지 못했다는 점에서 시대의 한계를 극복해내지 못했다는 한계가 있다고 할 수 있다.

## 같이 보기
- 전태일
- 전태일 평전
- 근로기준법
- 이소선
- 노동운동

## 참고자료
- 《전태일평전》, 돌베개, 조영래 지음, 2001.09.01
- 《태일이》, 돌베개, 박태욱 지음, 2009.02.24
- 《아름다운 청년 전태일》, 박광수 감독, 1995.11.18.
- 《왜 전태일은 바보회를 만들었을까?》, 자음과 모음, 이정범 지음, 2012.12.10
- 전태일 재단
- 민주화운동기념사업회
- 네이버 뉴스 라이브러리
- 삼성전자 기흥 반도체 공장 노동자 사망사건
- 대한간호조무사 홈페이지
- / 한국노동조합총연맹
- 전국철도연합